# Adolph Leopold Richter
Adolph Leopold Richter (* 29. Juni 1798 in Sagan; † 26. Mai 1876 in Düsseldorf) war ein preußischer Militärarzt und wissenschaftlicher Schriftsteller. Sein Sohn ist der fortschrittliche Politiker und Publizist Eugen Richter.

## Leben
Selbst ein Sohn eines preußischen Militärarztes begann Adolph Leopold seine medizinischen Studien 1814 im Friedrich-Wilhelm-Institut in Berlin, wo er 1821 mit der Arbeit De usu cataplasmatum acrium Kerndlii ad bubones syphiliticos curandos. zum Doktor der Medizin promovierte. Zeitweise arbeitete er an der Berliner Charité. Im Jahre 1829 trat er den Dienst als preußischer Regimentsarzt in Düsseldorf an und wurde 1848 zum Generalarzt des 8. Armeecorps in Koblenz befördert, als welcher er 1849 am Feldzug in Baden teilnahm. Richter war verheiratet mit Bertha Maurenbrecher (1810–1868). Er erhielt den Roten-Adler-Orden vierter Klasse. Im Jahre 1861 wurde er auf eigenen Wunsch verabschiedet.
Er wandte sich danach der wissenschaftlichen Schriftstellerei zu. Wie sein Sohn Eugen Richter ausführte:

„In der zweiten Hälfte seines Lebens aber widmete er sein Hauptinteresse der Reform des Militärmedizinalwesens und wirkte hier als ein energischer Bahnbrecher des Fortschritts, nicht blos im Bereiche seiner amtlichen Stellung (bis 1848 Regimentsarzt in Düsseldorf, von 1848 bis 1861 Generalarzt in Koblenz), sondern hauptsächlich als Schriftsteller.“

Er ließ sich dabei auch nicht vom repressiven Umfeld abhalten:

„Er war, soviel mir bekannt, der einzige preußische Militärarzt, der in der vormärzlichen Zeit es wagte, öffentlich in Zeitschriften und Broschüren unter seinem Namen die bestehenden Mißstände im Militärmedizinalwesen zu geißeln, insbesondere die Ersetzung des aus dem alten Feldscherwesen hervorgegangenen Kompagniechirurgentums (10 Thaler monatlich und Kommißbrot) durch wissenschaftlich gebildete Aerzte zu verlangen.“

Während der Revolution von 1848 regte Adolph Leopold Richter Reformen an:

„Als dann das Jahr 1848 den reformatorischen Eifer auf allen Gebieten des öffentlichen Lebens entfachte, schrieb mein Vater, damals Regimentsarzt der Ulanen in Düsseldorf, eine Flugschrift „Welche Maßregeln hat Preußen in militärärztlicher Beziehung in diesem Augenblick zu ergreifen?“ Mittelbar veranlaßte er im Sinne dieser Schrift eine Interpellation in der Nationalversammlung in Berlin am 18. Juli 1848.“

Auch in der Reaktionszeit fuhr er fort, für Reformen einzutreten:

„Im Jahre 1854 verlangte mein Vater in einer Broschüre energisch die Vorbereitung von Transportkompagnien für Verwundete im Kriege. Man entschloß sich aber zunächst nur, für jedes Armeekorps im Kriegsfall eine einzige Kompagnie aufzustellen. Mein Vater diktirte mir für die öffentlichen Blätter Artikel, in denen er die Frage aufwarf, ob denn etwa nur die verwundeten Offiziere vom Schlachtfelde zurückgeholt werden sollten.“

Im Jahre 1860 veröffentlichte Adolph Leopold Richter eine ausführliche Geschichte des preußischen Militärmedizinalwesens. Nachdem er 1861 in den Ruhestand getreten war, zog er von Koblenz wieder nach Düsseldorf zurück. Dort begründete er 1866 den Verein zur Pflege der Verwundeten im Kriege mit. Im Jahre 1868 folgte eine Schrift über die Beihilfe der Völker zur Pflege der im Kriege Verwundeten.
Durch sein Wirken war Adolph Leopold Richter ein Wegbereiter der Reformierung des preußischen Militärmedizin. Hierdurch erwarb er sich die Anerkennung seiner Kollegen. Wie sein Sohn Eugen Richter sich erinnerte:

„In den Kreisen der Militärärzte erwies man sich damals meinem Vater um so dankbarer, je mehr ihm die Kollegen vorher allein überlassen hatten, das Eisen zu schmieden. Die Deputationen, Ständchen von Aerzten, die einander folgenden Adressen und Festlichkeiten als Zeichen der Anerkennung machten auf uns Knaben einen bleibenden Eindruck. Wo in den Knabenjahren das eigene Verständnis noch nicht ausreichte, da erläuterte uns die Mutter die Bestrebungen und Verdienste des Vaters als ein Muster für das eigene spätere Leben.“

Dies kam nach langen Bemühungen, die immer wieder auf Widerstände trafen:

„Bei dem innigen Familienleben im Elternhause blieben uns aber auch nicht verborgen die großen persönlichen Opfer, sowie die mannigfachen Zurücksetzungen, Kränkungen und Anfeindungen, welche unzertrennlich sind von jeder öffentlichen Thätigkeit, auch wenn sie im Dienste des Vaterlandes so rein und lauter nur der Sache gewidmet ist, wie es bei meinem Vater stets der Fall war.“

## Mitgliedschaften
Adolph Leopold Richter war Mitglied zahlreicher wissenschaftlicher Vereinigungen als Mitglied, Ehrenmitglied oder Korrespondent:
- Kaiserlich Leopoldinisch-Carolinischen Akademie der Naturforscher
- Akademie gemeinnütziger Wissenschaften zu Erfurt
- Vereins für Heilkunde in Preußen
- Association of the Fellows and Licentiates of the King and Queen’s College of Physicians in Ireland
- Hufeland'sche medizinisch-chirurgische Gesellschaft
- Societé academique de Medecine de Marseille
- Medizinisch-chirurgische Gesellschaften zu Brügge, Copenhagen, Dijon, Edinburgh, Leipzig, Lissabon, Lyon, Metz, Münster und Zürich
- Gesellschaften für Natur- und Heilkunde zu Bonn, Brüssel, Dresden, Erlangen und Marburg
- Philosophisch-medizinische Gesellschaft zu Würzburg
- Naturforschende Gesellschaft zu Halle und Mainz
- Senckenberg'sche Gesellschaft zu Frankfurt am Main
- Wetterauische Gesellschaft für die gesammte Naturkunde
- Westphälischen und Schlesischen Gesellschaft zur Beförderung vaterländischer Cultur
- Ärztlicher Verein zu Hamburg und München
- Verein Großherzoglich-Badenscher Medizinalbeamten zur Förderung der Staatsarzneikunde
- Verein für Naturkunde im Herzogthume Nassau
- Verein für Geschichte und Altertumskunde in Westphalen
- Verein der Apotheker im nördlichen Deutschlande

## Schriften
- De usu cataplasmatum acrium Kerndlii ad bubones syphiliticos curandos. Univ., Diss. Berolini, 1821.
- Die Necrose: pathologisch und therapeutisch gewürdigt. Commission der Nicolaischen Buchhandl., 1825.
- Theoretisch-praktisches Handbuch der Lehre von den Brüchen und Verrenkungen der Knochen. Verlag von Theod. Christ. Fried. Enslin, Berlin 1828.E-Book in der Google-Buchsuche
- Der Wasserkrebs der Kinder: eine Monographie. Verlag von Theod. Christ. Fried. Enslin, Berlin 1828.
- 40 lithographirte Tafeln nebst Erklärung und Erläuterung derselben, zu dem theoretisch-praktischen Handbuche der Lehre von den Brüchen und Verrenkungen der Knochen. Verlag von Theod. Christ. Fried. Enslin, Berlin 1828.
- Abhandlungen aus dem Gebiete der practischen Medicin und Chirurgie. Verlag von Theod. Christ. Fried. Enslin, Berlin 1832. E-Book in der Google-Buchsuche
- Lehrbuch von den brüchen und verrenkungen der knochen. Zum gebrauche für studirende. Verlag von Theod. Christ. Fried. Enslin, Berlin 1833.
- Die Seebäder auf Norderney, Wangeroog und Helgoland. Verlag von Theod. Christ. Fried. Enslin, Berlin 1833. E-Book in der Google-Buchsuche
- Bemerkungen über den Brand der Kinder. Verlag von Theod. Christ. Fried. Enslin, Berlin 1834.
- Der erfahrene Badearzt. Tendler, 1834.
- Die endermische Methode, durch eine Reihe von Versuchen in ihrer Wirksamkeit geprüft. Verlag von Theod. Christ. Fried. Enslin, Berlin 1835.
- Anleitung zur Vermeidung der Arznei-Verschwendung und zur Wahrnehmung des Staatsinteresses bei der Behandlung von Kranken auf öffentliche Kosten, besonders für Militairärzte. Verlag von Theod. Christ. Fried. Enslin, Berlin 1839.
- Die organischen Knochen-Krankheiten.  Verlag von Theod. Christ. Fried. Enslin, Berlin 1839.
- Die Reform des ärztlichen Personals der Königl. Preussischen Armee. Verlag von Theod. Christ. Fried. Enslin, Berlin 1844. E-Book in der Google-Buchsuche
- Das Institut der Chirurgen-Gehülfen oder Krankenpfleger: eine Humanitäts-Anstalt der Königl. Preuss. Armée und ein Bedürfniss für alle Heere im Frieden und Kriege. Buddeus, 1847. E-Book in der Google-Buchsuche
- Begutachtung des Berichtes der vom Kriegsministerium zur Einleitung einer Reform des Militair-Medicinalwesens niedergesetzten Commission. Büchting, Nordhausen 1849.
- Abfertigung des Herrn Dr. Bournye zu Düsseldorf. Büchting, Nordhausen 1849.
- Ueber Organisation des Feld-Lazareth-Wesens und von Transport-Compagnieen für Verwundete. Marcus, Bonn 1854.
- Das Militair-Medicinal-Wesen Preussens: Nach den Bedürfnissen der Gegenwart dargestellt. Eduard Zernin, Darmstadt & Leipzig 1867. E-Book in der Google-Buchsuche, Digitalisierte Ausgabe
- Die Beihilfe der Völker zur Pflege der in Kriegen Verwundeten und Erkrankten, und ihre Organisation. Stuttgart 1868.
- Gemeinsam mit Friedrich von Esmarch: Rathschläge für die Hülfsvereine, die Anschaffung und Verarbeitung von Hülfsmitteln für die Kriegslazarethe betreffend. 1868.
- Dr. Airy's Naturheilmethode oder sichere Anleitung. Richter's Verlags-Anstalt, 1879.